# Paul Gilbert (médecin)
Pour les articles homonymes, voir Paul Gilbert et Gilbert.
 (septembre 2020).
Paul Gilbert, né le 8 mars 1903 à Rivière-du-Loup et mort 26 septembre 1975 à l'hôpital St-François d'Assise, Québec, est un médecin et homme d'affaires du Québec. Il fonde l'hôpital de Charny en 1932 et la dirige jusqu’en 1973.

## Biographie

### Jeunesse
Il est le fils du Dr Felix Émile Gilbert (1888-1910) médecin, chirurgien, oculiste, un des fondateurs de l’Hôpital de la paroisse Saint-Patrice, à Rivière-du-Loup et de Noémie Louise Piuze (1890-1916), une descendante du médecin d'origine allemande Liveright Piuze, (Leberecht Bezher, 1754-1813) de Rivière-Ouelle. Il est l’aîné d'une fratrie de 7 garçons dont 2 mourront à bas age et 3 deviendront religieux.
Orphelin de père a 7 ans et de mère a 13 ans, il sera pris en tutelle d’une part par la grand-mère Marie-Louise Tremblay qui mène la Pension Piuze bien connue dans le temps à la Pointe de Rivière-du-Loup et par le frère de sa mère le Lieutenant-Colonel Philippe-Auguste Piuze(1888-1967), vétéran de la Première Guerre qui a lui-même 7 enfants en charge. Le Colonel Piuze, officier (voir Jean Brillant, Joseph Keable), ancien gouverneur du pénitencier de Saint-Vincent-de-Paul, fût Commissaire de la Sûreté provinciale du Québec.

### Études
Il fait ses études classiques au Collège de Sainte-Anne-de-la-Pocatière. En 1922, il entreprend des études de médecine à l'université Laval. Après son internat, il reçoit son diplôme de médecine en juin 1930.

### Médecine
Il s'installe aussitôt à Charny, centre ferroviaire en plein développement sur la rive droite de Québec, depuis aggloméré à Lévis, justement à la quête d’un successeur étant sans médecin depuis quelque temps.
Il ouvrira son cabinet de consultation dans une petite maison en face de l’église offert par la fabrique. Comme la clientèle augmente rapidement, il doit s’agrandir. Le curé de Charny de l’époque, l’abbé Omer Poirier, détient un terrain le long du chemin de fer. Il consent alors à le lui donner, à la condition qu’il construise un hôpital à cet endroit.
C’est ainsi que dès 1932, avec son argent personnel et après en avoir conçu lui-même les plans, Paul Gilbert procède à la construction de ce qui deviendra l’Hôpital Notre-Dame de Charny.
A l’ouverture, l’hôpital compte 12 lits et quatre berceaux et on y dispense tous les services d’un hôpital général. L’édifice sera ensuite agrandi en 1935 et en 1938.
Après un séjour en France il revient avec un médicament pour la tuberculose avec lequel il se fait une renommée. Par l’entremise d'un confrère, l’abbé Alphonse-Marie Parent, il sert de médecin personnel offrant ses services gratuits a Zita de Bourbon-Parme et à la famille royale autrichienne, exilée et démunie, durant leur séjour à Québec. Pour cette raison, il sera invité par le pape Pie XII en 1952 et remercié pour ses service.
En 1942, les Sœurs de Saint-François d'Assise s’associent en agissant en tant qu'infirmières et aides-malade, elles remplissent aussi des tâches administratives.
En 1947-1948, l'hôpital est agrandi, il contient alors 70 lits, un laboratoire, une radiologie et une pharmacie. En plus du docteur Gilbert, deux autres médecins dont le Dr Irénée Lapierre, médecin anesthésiste et ancien président du Parti libéral du Québec, se partagent la tâche et les gardes. L'année suivant le Dr Gilbert vend son hôpital a la Congrégation Saint-Paul de Chartres tout en continuant à en assurer la surintendance médicale.
A l’âge de 70 ans, il quitte l’Hôpital Notre-Dame de Charny qu’il avait mis sur pied 41 ans plus tôt pour se retirer à sa résidence de Charny où il continua à faire des consultations. Le 1er mai 1975, il est frappé par une thrombose cérébrale généralisée (AVC), ce qui le force à prendre sa retraite du monde médical. Il est alors hospitalisé et décédera le 26 septembre suivant, à l’âge de 72 ans.
Depuis 1987, l'Hôpital Notre-Dame de Charny voit son œuvre poursuivie, à Charny, par le Centre de santé Paul-Gilbert. L’ancien hôpital et sa résidence, le manoir Gilbert, servent aujourd’hui de centre de retraite.

### Vie privée
Marié en 1931 a Gilberte Bélanger, pianiste de formation, fille du Dr Edouard Bélanger, médecin-pharmacien de Lauzon, et de Bertha Bolduc, l’aînée de 9 filles et un garçon. Son père le Dr Bélanger fût président du Collège des Médecins et Chirurgie de la Province de Québec (CMCPQ). À la suite de sa proposition sur la nécessité d'une expertise médico-légale et sous sa présidence, le gouvernement mettra sur pied, en 1928, la Commission des accidents de travail. Elle est la petite-nièce de Louis-Charles Bélanger, maire de Sherbrooke et arrière-petite-fille du compositeur Jean-Baptiste Labelle. De cette union ils eurent 3 enfants, André chirurgien-orthopédiste, Noémie (Gerald Vincent Bull) et Suzanne.